# گنرال کانتاردژیوو
گنرال کانتاردژیوو (به بلغاری: General Kantardzhievo) یک منطقهٔ مسکونی در بلغارستان است که در شهرستان اکساکاوو واقع شده‌است.
 گنرال کانتاردژیوو  ۴۱۸ نفر جمعیت دارد.